# Phoebe Bell
Phoebe Bell (* 22. Dezember 1996 in Brisbane) ist eine australische Beachvolleyball- und ehemalige Volleyballspielerin. Sie wurde sowohl in der Halle als auch im Sand Meisterin ihres Heimatlandes.

## Karriere

### Karriere Halle
Die Außenangreiferin stand in der Auswahl der Jugendnationalmannschaft, die die Asienspielen 2012 auf dem elften Platz beendete. Im gleichen Jahr wurde sie mit den Queensland Pirates australische Juniorenmeisterin. 2014 erreichte sie mit dem Verein den Bronzerang in der australischen Liga. Als eine der besten Spielerinnen der Spielzeit wurde sie ins All-Star-Team gewählt. Eine Saison später war sie als Freshman für die Boise State University aktiv. Mit dem Broncos belegte sie in der NCAA Mountain West Conference den zweiten Platz. Mit der A-Nationalmannschaft Australiens wurde sie anschließend Neunte bei den Asienmeisterschaften. Acht Spieljahre nach dem ersten Einsatz stand die Athletin ein weiteres Mal im Kader der ersten Frauenmannschaft der Piraten und gewann mit dem Team die Landesmeisterschaft.

### Karriere Beach
Bei Jugend- und Juniorenweltmeisterschaften sowie bei olympischen Jugendspielen kam die in Queensland geborene Sportlerin mit ihren Partnerinnen nicht über die Poolphase hinaus. Mit Becchara Palmer gelangen 2016 zwei Siege bei Veranstaltungen für asiatische Beachvolleyballerinnen. Ein Jahr später stand Bell auf der gleichen Seite des Netzes wie Nicole Laird und erreichte den dritten Rang bei einem Ein-Stern- und das Viertelfinale beim Zwei-Sterne-Event in Sydney. Eine weitere Bronzemedaille kam bei den asiatischen Meisterschaften hinzu. Im gleichen Jahr bestritt Bell noch einige Turniere mit Mariafe und stand mit ihr bei einem nationalen Wettbewerb in der Schweiz auf der obersten Stufe des Podests.
Ab 2018 bildeten Jessyka Ngauamo und Phoebe Bell ein Beachduo. Die beiden erreichten im ersten Jahr ihrer Zusammenarbeit dritte Plätze auf Langkawi und in Nantong, gewannen das Ein-Stern-Turnier von Daegu und standen beim Drei-Sterne-Wettbewerb in Haiyang in der Runde der besten acht Teams. In der folgenden Saison erkämpften sie Bronze bei den Asienmeisterschaften und gelangten bei Zwei-Sterne-Wettkämpfen in den chinesischen Städten Nantong und Nanjing ins Viertelfinale. In den nächsten beiden Spielzeiten nahmen sie hauptsächlich Veranstaltungstermine im Heimatland wahr. Eine Goldmedaille sowie einige Bronzeränge und Semifinalteilnahmen waren das Ergebnis. Anschließend belegte Bell zum dritten Mal in ihrer Karriere den Bronzerang bei den kontinentalen Meisterschaften, diesmal mit Georgia Johnson.
Mit Stefanie Fejes spielte die aus Brisbane stammende Athletin 2022 nur zwei Turniere bei der Australian Beachtour. Beide Male standen sie im Finale, einmal davon als Siegerinnen. Danach war Laird wieder Bells Partnerin, mit der sie im gleichen Jahr die australische Meisterschaft gewann und bei weiteren Veranstaltungen Podestplätze erkämpfte. Seit 2023 bilden Caitlin Bettenay und Phoebe Bell ein Beachduo. Die beiden standen 2024 im Endspiel der Landesmeisterschaft und erreichten weitere Stockerlplätze bei nationalen Events in Australien und Japan sowie einen Sieg bei der Swiss Beachtour.

## Auszeichnungen
- 2014: Berufung ins All-Star-Team der australischen Meisterschaft[3]

## Sonstiges
Die Schulausbildung absolvierte Phoebe Bell an der Craigslea State High School in ihrer Heimatstaat. An der Universität in Idaho studierte sie im Hauptfach Gesundheitserziehung und -förderung.